# حادثه نفت‌کش سانچی
حادثهٔ کشتی نفتکش سانچی، حادثهٔ تصادف ۲ کشتی در آب‌های چین بود. روز شنبه ۱۶ دی ۱۳۹۶ (۶ ژانویهٔ ۲۰۱۸) ام‌وی سانچی متعلق به شرکت ملی نفت‌کش ایران که از عسلویه حرکت کرده بود و قرار بود جهت تحویل میعانات گازی عازم داسان کرهٔ جنوبی شود، در راه با یک کشتی فله‌بر چینی با ۶۴ هزار تن بار غله به نام «کریستال» در سواحل چین برخورد کرد، محمولهٔ نفتکش سانچی نفت فوق سبک با درجهٔ اشتعال بسیار پایین بود که این موجب آتش‌سوزی فوق‌سریع کشتی شد. بر اثر برخورد این نفتکش با یک کشتی باربری در ۳۰۰ کیلومتری بندر شانگهای در سواحل شرقی چین، ۳۰ ایرانی و دو تبعهٔ بنگلادشی ناپدید شده‌اند که بعد از چند روز جست‌وجو جسد ۳ نفر از ایرانیان مفقود در این حادثه پیدا شد. نفتکش سانچی حامل ۱۳۶ هزار تُن نفت خام و میعانات سبک نفتی بود. طول این نفتکش ۲۷۴ متر بود و با پرچم پاناما بر روی دریا تردد می‌کرد. در مقابل کشتی کریستال صدمهٔ اساسی ندید و تمام سرنشینان آن از این حادثه گذر کردند.
پس از این حادثه رئیس‌جمهور ایران دستور تشکیل کمیتهٔ ویژهٔ رسیدگیِ حادثهٔ نفتکشِ سانچی را صادر کرد و ریاست آن به عهدهٔ علی ربیعی وزیر کار قرار گرفت و او برای پیگیری وضعیت این کشتی به چین سفر کرد. گروهی از تکاوران نیروی دریایی ارتش ایران نیز به محل حادثه اعزام شدند. روز بعد از حادثه، نیروی دریایی ایالات متحدهٔ آمریکا یک فروند هواپیمای گشت دریایی بوئینگ پی ۸ را به محل حادثه فرستاد که مساحت بیش از ۱۲٬۳۰۰ کیلومتر مربع حول کشتی را برای یافتن ملوانان جست‌وجو کرد.
دولت ایران، به احترام جانباختگان حادثهٔ نفتکش سانچی و خانواده‌های داغدار آنان، روز دوشنبه ۲۵ دی ۱۳۹۶ را در سراسر ایران عزای عمومی اعلام کرد.

## عملیات امداد و نجات
بعد از برخورد ام‌تی سانچی و سی‌اف کریستال که موجب آتش‌سوزی سانچی شد، سازمان دریانوردی چین هشت شناور ویژه شامل چهار شناور دولتی و چهار شناور بخش خصوصی، به همراه دو شناور کنترل آلودگی و تعدادی قایق ماهی‌گیری را برای انجام مأموریت امداد و نجات به محل حادثه فرستاد گارد ساحلی کرهٔ جنوبی نیز بعد از هماهنگی با مقامات چینی، یک شناور و یک هواگرد بال‌ثابت برای کمک در عملیات امداد و جست‌وجو ارسال کرد. روز بعد از حادثه، نیروی دریایی ایالات متحدهٔ آمریکا نیز یک فروند هواپیمای گشت دریایی بوئینگ پی ۸ را از پایگاه هوایی کادِنا در اوکیناوا به محل حادثه فرستاد که مساحت بیش از ۱۲٬۳۰۰ کیلومتر مربع حول کشتی را برای یافتن ملوانان، بدون نتیجه، جست‌وجو کرد، اما درخواست کمک دیگری از طرف مقامات چینی دریافت نکرد.
پس از وقوع حادثه، علی اصغر پیوندی رئیس جمعیت هلال احمر با ارسال پیام به رؤسای جمعیت ملی و صلیب سرخ ژاپن، چین و کرهٔ جنوبی درخواست کمک اضطراری کرد. همچنین امیر شاهین تقی‌خانی سخنگوی ارتش جمهوری اسلامی ایران اعلام کرد که از ارتش کشورهای چین و ژاپن درخواست شده تا به نفت‌کش حادثه‌دیده سانچی در دریای شرقی چین کمک کرده و خدمه را نجات دهند. سخنگوی گارد ساحلی ژاپن به رویترز گفت که چین پیشنهاد ژاپن برای کمک به سانچی را رد کرده و گفته است که اگر لازم بود درخواست کمک خواهیم کرد.

### غرق‌شدن کامل کشتی سانچی
روز یکشنبه ۲۴ دی ۱۳۹۶ (۱۴ ژانویهٔ ۲۰۱۸) ساعت ۱۵ به وقت چین (۱۰:۳۰ صبح به وقت ایران) تیم جست‌وجوی بندر شانگهای چین اعلام کرد که کشتی سانچی پس از یک هفته آتش‌سوزی به‌طور کامل غرق شد، به گفتهٔ رئیس سازمان دریانوردی شانگهای در گفت‌وگو با خبرنگار ایلنا نظر کارشناسان چینی بر درگذشت تمام خدمه بر اثر انفجار اولیه بوده است اما ایران خواستار تداوم عملیات تا یافتن اجساد کارکنان نفتکش است. رئیس سازمان بنادر و دریانوردی ایران گفت: «کشتی به صورت کامل غرق شده است و به نظر نمی‌رسد به سایر پیکرهای مفقود شده دسترسی پیدا کنیم».
انتقادات وارد شده به چین
در طی این حادثه خانواده‌های خدمهٔ سانچی درخواست داشتند تا ایران به چین فشار بیاورد تا کشور جمهوری خلق چین برای اطفای حریق و نجات خدمه سانچی کمک کند. خانواده‌های نگران و داغدار خدمهٔ سانچی از تمامی کشورها تقاضای کمک نمودند. شکوفه عبدالله‌زاده همسر احسان ابولی قاسم‌آبادی گفت: «چرا چین کم‌کاری می‌کند و جان خدمهٔ ایرانی برایشان اهمیتی ندارد
». منصوره یحیایی همسر محمد کاوسی گفت: «اگر روز اول طوفان و دود بود چرا در روزهای بعد که مشکلی نبود چینی‌ها هیچ کاری نکردند». ابراهیم فیاض جامعه‌شناس بیان کرد: «چین نه خودش به سانچی کمک کرد و نه به کشور دیگری اجازهٔ کمک داد». وی افزود: «ایران از ترس غرب بیشتر به شرق نزدیک شده اما این اتفاق برای چین بی‌اهمیت بود و اگر این اتفاق در نزدیکی کشورهای اروپایی یا آمریکا اتفاق می‌افتاد چنین وضعیتی پدید نمی‌آمد اما چین که می‌توانست کاری کند هیچ کاری انجام نداد». فیاض افزود «آنقدر که غرب قابل اعتماد است چین قابل اعتماد نیست و ایران در آینده بیشتر از چین ضربه می‌خورد». محمد راستاد مدیرعامل سازمان بنادر و دریانوردی گفت: «هم ایران چون اکثر خدمهٔ سانچی ایرانی بودند و هم پاناما چون سانچی تحت پرچم پاناما بود و همچنین ذینفعان دیگر که در این ماجرا دخیل بودند می‌توانند از چین شکایت کنند، و مسئلهٔ شکایت از چین حقوقی است و با جدیت در سازمان بین‌المللی دریانوردی پیگیری می‌شود».

## جعبهٔ سیاه نفتکش
در ۲۳ دی (۱۳ ژانویه) یک تیم چینی توانست وارد نفتکش سانچی شود و در جریان جست‌وجوی انجام شده جعبهٔ سیاه نفت‌کش سانچی پیدا شد. این جعبهٔ سیاه فعلاً به بندر شانگهای منتقل شده است. از آنجا که نفت‌کش متعلق به ایران در پاناما ثبت شده است، معاون امور دریایی سازمان بنادر و دریانوردی ایران گفت: «این جعبهٔ سیاه برای بازخوانی تحویل مسئولان کشور پاناما می‌شود.» در رابطه با استفاده از پرچم پاناما برای این کشتی سخنگوی کمیتهٔ اضطرار نفت‌کش سانچی، گفت که استفاده از پرچم پاناما ربطی به تحریم‌ها نداشته و به دلایل مارکتینگ انجام شده است. وی گفت: «ما اداره‌کنندهٔ کشتی هستیم و از نظر فنی و نفرات ما آن را اداره می‌کنیم اما این کشتی متعلق به شرکت غیر ایرانی است اما ادارهٔ آن با ما است.»

## آلودگی نفتی
روز دوشنبه ۲۵ دی گزارش شد یک لکهٔ نفتی بزرگ به طول حدود ده کیلومتر در نزدیکی ساحل شانگهای چین دیده شده است. از چند روز پیش که نفتکش سانچی در آتش می‌سوخت این لکهٔ نفتی تشکیل شد اما اندازهٔ آن پس از غرق شدن این نفتکش در روز یکشنبه، بزرگ‌تر شد.
این حجم نشت مواد نفتی از سال ۱۹۹۱ میلادی، که در آن حادثه ده‌ها هزار تن نفت در آب‌های سواحل کشور آفریقای آنگولا رها شد، بی‌سابقه بود.

## وضعیت حقوقی و بیمه‌ای
محمولهٔ ۹۶۴ هزار بشکه‌ای میعانات گازی نفت‌کش سانچی، چهل‌وهشت‌مین محمولهٔ میعانات گازی به مقصد کرهٔ جنوبی و جزئی از قراردادی بلندمدت از نوع FOB با دو شرکت در کرهٔ جنوبی بود، بدین معنا که محموله در مبدأ تحویل خریدار شده و پس از آن مسئولیت آن با خریدار است.

این نفتکش توسط شرکت Steamship Insurance Management Services در لندن بیمه شده است. ۳۰ درصد محمولهٔ نفتی شرکت توسط شرکت بیمهٔ ایرانی و ۷۰ درصد آن توسط ۱۱ شرکت بیمهٔ بین‌المللی به رهبری شرکت بیمهٔ نروژی Skuld بیمه شده است. به دلیل مسائلی نظیر نگرانی برخی بانک‌ها از تعاملات مالی با ایران در نتیجهٔ تحریم‌های بانکی، وجود عناصر گوناگون در حادثه نظیر خود کشتی، محمولهٔ نفتی، افراد کشته شده و چند ملیتی بودن آن‌ها و نیز مسائل زیست‌محیطی مرتبط، پرداخت خسارات توسط شرکت‌های بیمه‌کننده در عمل با پیچیدگی بسیار زیاد روبه‌رو خواهد بود.

### ارزش
نفتکش «سانچی» حامل ۱۳۶ هزار تن میعانات گازی و معادل حدود یک میلیون بشکه نفت بود. پیش‌تر، رویترز اعلام کرد ارزش محموله حدود ۶۰ میلیون دلار و ارزش خود نفتکش حدود ۶۰ میلیون دلار است.

## وضعیت کشتی کریستال
کشتی فله‌بر هنگ‌کنگی به نام «کریستال» با مالکیت یک شرکت لجستیکی در استان «جه‌جیانگ» چین حاوی ۶۴ هزار تن غله بود که از آمریکا به مقصد استان «گوانگ دونگ» در جنوب چین می‌رفت و در میان راه به کشتی سانچی با مالکیت شرکت «برایت» از ایران برخورد کرد. بعد از خبر تصادف این کشتی با نفت‌کش سانچی هیچ مصاحبه‌ای با خدمهٔ این کشتی انجام نگرفته و حتی هیچ تصویری از برخورد این دو کشتی ثبت نشده است. هیچ خبر مستندی از صدمهٔ کشتی مخابره نشده و ۲۱ خدمهٔ آن که همگی اتباع چین هستند، نجات یافتند.

## نظریه‌های توطئه
بر اساس خبرهای منتشر شده در تعدادی از خبرگزاری‌ها بیان شد که ممکن است ارتش آمریکا با موشک به سانچی شلیک کرده باشد و مقصد نهایی سانچی کرهٔ شمالی بوده است. در ادامه علی ربیعی وزیر تعاون، کار و رفاه اجتماعی گفت ماجرای حملهٔ موشکی آمریکا شایعه است و صحت ندارد. پس از وضع تحریم‌های نفتی علیه کرهٔ شمالی در ۲۲ دسامبر ۲۰۱۷ در شورای امنیت و پیش از رویداد حادثهٔ سانچی، کرهٔ جنوبی چند کشتی نفت‌کش با پرچم‌های پاناما و هنگ‌کنگ را به خاطر احتمال انتقال نفت به کرهٔ شمالی و نقض تحریم‌ها فقط توقیف کرده، و چین به اجازهٔ انتقال نفت به کرهٔ شمالی به‌طور مخفیانه متهم شده بود.
ضمناً نظر به شدت تحریم‌های دولت ترامپ علیه ایران، این نظریه نیز وجود دارد که آمریکا جهت قطع درآمدهای مشروع نفتی ایران (مثل صادرات میعانات به کره جنوبی) اقدام غیرمستقیمی (نظیر اخلال در سیستم‌های ناوبری) را جهت حذف سانچی انجام داده است تا مستقیماً تحت اتهام قرار نگیرد.
اسحاق جهانگیری (معاون ریاست جمهوری وقت) نیز در پایان دوره کاری اعلام کرد که بسیاری از خرابکاری‌ها در کشتی‌های تجاری ایران صورت گرفته بود تا مانع صادرات ایران شوند. اما نظر به شرایط آن زمان، امکان بازگو کردن در آن مقطع نبود.

#### احتمال زنده بودن افراد مفقود شده
یک شرکت حقوقی که سابقه غرامت خواهی از اموال بلوکه‌شده ایران را دارد در ژانویه ۲۰۲۳ مدعی شد به اسنادی دست یافته که ثابت می‌کند ۲۲ خدمه کشتی سانچی زنده هستند اما اسنادی در این رابطه منتشر نکرد. این ادعا در واقع مطرح می‌کند مأموریت این کشتی انتقال نفت به کره شمالی با وساطت چین بوده و جمهوری اسلامی ایران از بیم افشا شدن این انتقال کلیه خدمه و سرنشینان سانچی را کشته یا مفقود اعلام کرد.

## نام‌های کارکنان و خدمهٔ کشتی
1. مجید قصابی اردیچی، کاپیتان
2. فرید محبی، سرمهندس
3. مجید نقیان، افسر اول
4. حسین جهانی هل‌آباد، افسر دوم
5. احسان ابولی قاسم‌آبادی، افسر دوم
6. میلاد عنایتی، افسر سوم
7. حامد بهاری هشکوایی، مهندس دوم
8. محمدرضا رضازاده ماسوله، مهندس سوم
9. مهدی سادگی، مهندس سوم
10. حسن رومیانی، مهندس چهارم
11. محمد کاووسی تکاب، افسر تدارکات
12. بهرام اتحاد، افسر برق
13. عبدالغنی سامری، سرملوان
14. ابوذر نظامی، کمک سر ملوان
15. سیدجواد حیدری، ملوان یکم
16. محمد ساجب علی میریدها، ملوان یکم
17. محمد هارون راشید، ملوان یکم
18. علیرضا نجفی‌فر، ملوان دوم
19. علی حیدریه کهن، ملوان دوم
20. بهرام پوریانی، تعمیرکار
21. یاور افشاری، روغن کار
22. میلاد آروی، روغن کار
23. مسلم علیزاده نودهی، روغن‌کار
24. عبدالکریم بشارتی پور، سرآشپز
25. امید ضیایی، کمک سرآشپز
26. ایوب مظفری آبدهگاه، مهماندار
27. احسان فرجی، مهماندار
28. سعید دهقانی، دانشجوی عرشه از دانشگاه خارگ
29. پوریا عیدی پور، دانشجوی عرشه از دانشگاه خارگ
30. سجاد عبداللهی، دانشجوی عرشه از دانشگاه خارگ
31. محمد پیریائی، دانشجوی موتور از دانشگاه صنعت نفت محمودآباد
32. ساقی فعال، همسر حسین جهانی هل‌آباد